# Harold Barker
Harold Ross Barker (ur. 12 kwietnia 1886 w Marylebone, zm. 29 sierpnia 1937 w Henley-on-Thames) – brytyjski wioślarz i wojskowy, srebrny medalista olimpijski.
Kształcił się w Eton College i kolegium Christ Church Uniwersytetu Oksfordzkiego. Dwukrotnie brał udział w The Boat Race: w 1908 roku odniósł porażkę, a rok później zwycięstwo.
Wystąpił na igrzyskach olimpijskich w Londynie w 1908 roku, gdzie razem z Johnem Fenningiem, Philipem Filleulem i Gordonem Thomsonem zdobył srebrny medal w czwórkach bez sternika. Wyprzedzili ich jedynie rodacy z osady Magdalen College Boat Club. Został ponadto zgłoszony do startu w ósemkach, jednak ostatecznie nie wystartował.
Podczas I wojny światowej służył w British Army, w 5. Batalionie Yorkshire Regiment. Ze służby odszedł w stopniu kapitana.
Jeszcze przed wybuchem wojny trenował oksfordzką osadę w 1913 roku. 
Jego szwagier, Eric Powell, także był wioślarzem.